# What Evil Lurks
What Evil Lurks est le premier maxi du groupe britannique de musique électronique The Prodigy, diffusé pour la première fois en 1991. La première édition a été distribuée à environ 7 000 exemplaires.
Le maxi a été réédité par Sonic Book en 1998, accompagné d'une biographie du groupe en italien sous le titre Music For The Voodoo People et par XL Recordings en 2004, sous son titre original. Les titres Everybody In The Place et What Evil Lurks sont repris respectivement dans le premier album Experience du groupe, paru en 1992 et dans sa réédition accompagnée d'un second disque et limitée au Royaume-Uni, Experience: Expanded, parue en 2008 (mais pas dans la version américaine parue en 2001).

## Pistes
| 1.    | What Evil Lurks        | 4:23 |
| 2.    | We Gonna Rock          | 4:34 |
| 3.    | Android                | 5:03 |
| 4.    | Everybody In The Place | 3:27 |
| 17:27 |                        |      |